# La battaglia di Tripoli
La battaglia di Tripoli è una raccolta di elzeviri, o meglio di reportages poetici dalla guerra di Libia, che Filippo Tommaso Marinetti scrisse nel 1911. Redatti in francese, i testi furono pubblicati dal 25 al 31 dicembre a cadenza quotidiana dal giornale parigino L'Intransigeant, e solo successivamente tradotti in italiano e raccolti in un volumetto delle marinettiane Edizioni futuriste di Poesia.
Benché il nome del traduttore non sia citato, è probabile che la traduzione sia opera di Decio Cinti, segretario di Marinetti: quest'ultimo, cresciuto in Egitto, aveva ancora scarsa dimestichezza con la lingua letteraria italiana, che comincerà a impiegare a partire dal 1913, con Zang Tumb Tumb, redatto in francese ma poi pubblicato in italiano nel 1914.

## L'epos in diretta
Già nell'atto di fondazione del Futurismo, il Manifesto del 1909, Marinetti lo aveva affermato a chiare lettere: la Guerra è la "sola igiene del mondo". Dopo le stragi immaginarie e cruentissime del romanzo Mafarka il futurista (1909), la spedizione coloniale italiana gli dà la possibilità di mettere alla prova il suo estro poetico con una guerra reale, contemporanea. L'invasione della Libia, afferma nella Prefazione, è la "grande ora futurista d'Italia, mentre agonizza l'immonda genìa dei pacifisti". Per questo motivo Marinetti invita "Poeti, pittori, scultori e musici futuristi d'Italia a lasciar da parte i versi, i pennelli, gli scalpelli e le orchestre", giacché "son cominciate le rosse vacanze del genio".

## Trama
L'autore definisce La battaglia una "narrazione futurista"; in realtà gli spunti narrativi della prima parte (quando l'autore narra la sua esperienza in un battaglione colto durante la notte da un'imboscata fuori Tripoli) si stemperano gradualmente man mano che la voce narrante si fonde con quella dell'artiglieria italiana (V'invidio obici danzanti e pazzi! Perché non sono con voi?... uno di voi?...). Nell'ultima parte la riscossa delle truppe italiane è descritta dall'alto: l'autore si è infatti trasformato in aeroplano (analoghe metamorfosi si compiono in altri suoi testi coevi: L'aeroplano del Papa).

## Stile
Come il di poco successivo Zang Tumb Tumb, La Battaglia è un reportage dal fronte. Le differenze stilistiche sono però profonde. L'intonazione retorica della Battaglia, barocca e magniloquente, è ancora per molti versi assimilabile allo stile tardo-simbolista o liberty che Marinetti teoricamente vorrebbe aver già superato.
Forse l'aspetto più interessante del testo è lo scontro di questo stile elaborato con gli inserti di discorso diretto, già molto più sobrio e incisivo.

## Contenuto
Le affinità maggiori con Zang Tumb Tumb riguardano i contenuti: La battaglia è un resoconto di guerra vissuto in prima persona, in cui l'autore, travolto da un vero furor panico, lascia la sua forma corporea per trasformarsi in ordigno bellico (obice, nave, mitragliatrice, aeroplano) e cantare la guerra 'dalla parte delle armi'. Nel Manifesto tecnico della letteratura futurista (1912), l'autore affermerà appunto di voler sostituire la "psicologia dell'uomo" (ormai "superata") con la "sensibilità lirica della materia".

## Un pamphlet politico
Dalla fondazione del futurismo in poi, Marinetti considera ogni sua produzione letteraria come un gesto di attivismo politico. Se la guerra di Libia è già considerata una vittoria del movimento contro il pacifismo dei cattolici e dei socialisti di Benito Mussolini, la partecipazione di Marinetti alla spedizione coloniale è la prima dimostrazione che il futurismo non è bellicista solo a parole.
La funzione 'politica' del testo si manifesta soprattutto nella lunga Appendice, intitolata Risposta alle frottole turche (e pubblicata anch'essa a puntate quotidiane sull'Intransigeant). Si tratta di una sdegnata risposta alle accuse mosse dalla stampa straniera all'esercito italiano: in qualità di testimone oculare (per di più cresciuto ad Alessandria d'Egitto, e quindi esperto di cose africane), Marinetti respinge le accuse di torture e violenze inflitte ai civili, con uno sdegno nei confronti di turchi e arabi che lascia trasparire ben più di un sospetto di razzismo.

## Fortuna
Malgrado una tiratura di svariate migliaia di copie (ma Marinetti era famoso per gonfiare le cifre e regalare i suoi libri, secondo Prezzolini a "ogni imbecille che gli capitasse a tiro"), la Battaglia di Tripoli è uno dei testi meno noti dell'autore, e non è più stato ristampato dal 1912. Del resto, lo stesso Marinetti doveva considerarlo superato dopo la rivoluzione parolibera di Zang Tumb Tumb.

## Edizioni
- Filippo Tommaso Marinetti, La battaglia di Tripoli vissuta e cantata da F. T. Marinetti, traduzione di Decio Cinti?, Edizioni Futuriste di Poesia, 1912,  p. 90. Copia digitale a cura dell'Archivio del '900 del Mart.